# Proeftijd (arbeidsovereenkomst)
De proeftijd is een bijzonder beding in de (Nederlandse) arbeidsovereenkomst en wordt geregeld in art. 7:652 B.W. In de arbeidsovereenkomst kan overeengekomen worden dat de eerste paar weken na indiensttreding beschouwd moeten worden als proeftijd (proefperiode). 

## Duur van de proeftijd
De proeftijd moet ondubbelzinnig voor de aanvang overeengekomen worden. In de praktijk komt dit erop neer dat de proeftijd altijd schriftelijk overeengekomen moet worden (in de arbeidsovereenkomst). De proeftijd mag bij een arbeidsovereenkomst voor onbepaalde tijd maximaal twee maanden duren. Bij een arbeidsovereenkomst voor bepaalde tijd van minder dan twee jaar is een proeftijd van maximaal één maand mogelijk, bij een arbeidsovereenkomst van twee jaar of langer een proeftijd van maximaal twee maanden. Wanneer het einde van een arbeidsovereenkomst voor bepaalde tijd niet overeenkomt met een bepaalde kalenderdatum (maar bijvoorbeeld met het einde van een project), is een proeftijd mogelijk van maximaal één maand. Bij collectieve arbeidsovereenkomst kan nog een proeftijd van twee maanden worden overeengekomen, waar deze anders een maand zou zijn geweest. Dat een werkgever zich echt strikt aan de maximale duur van twee maanden proeftijd moet houden, wordt aangeduid met de term ijzeren proeftijd. Alle langere proeftijden zijn nietig.
Buiten Nederland geldt uiteraard ander arbeidsrecht en zijn langere proeftijden mogelijk en gebruikelijk; in Luxemburg en Duitsland tot 6 maanden.

## Opzegging tijdens de proeftijd
Tijdens de proeftijd kunnen werknemer en werkgever de arbeidsovereenkomst elk moment (eenzijdig) opzeggen. Hierbij moet op verzoek een reden aangegeven worden. Voor de werkgever kan de reden bijvoorbeeld zijn dat de werknemer niet goed functioneert. Voor de werknemer kan de reden bijvoorbeeld zijn dat hij niet met zijn nieuwe collega's op kan schieten, of dat hij elders een betere baan aangeboden heeft gekregen. Na de proeftijd is het veel moeilijker om de arbeidsovereenkomst eenzijdig te beëindigen (zie hiervoor het artikel arbeidsovereenkomst). Als de reden van opzegging tijdens de proeftijd discriminerend is, kan het zijn dat degene die opzegt een schadevergoeding verschuldigd is jegens de ander. Dat kan bijvoorbeeld het geval zijn als de werkgever de arbeidsovereenkomst tijdens de proeftijd opzegt wegens zwangerschap van de werknemer.
Ontslag tijdens proeftijd kan ook een schadeplicht voor de werkgever opleveren als deze zich niet als goed werkgever heeft gedragen.
Verder mag een werkgever geen misbruik van zijn bevoegdheid (art. 3:13 BW) maken (machtsmisbruik) door de werknemer te ontslaan op basis van discriminatie (arrest Codfried: HR 13 januari 1995, NJ 1995, 430). In het Codfried-arrest mocht een werkgever zijn werknemer niet tijdens de proeftijd ontslaan met een beroep op zijn leeftijd, omdat er sprake was van leeftijdsdiscriminatie.
Het probleem met dit soort zaken is echter dat het vaak erg moeilijk te bewijzen is voor de benadeelde; de werkgever hoeft immers geen enkele reden op te geven. Ook kan dit in praktijk, vooral bij een in het buitenland gangbare lange proeftijd, een drempel zijn om tot klokkenluiden over te gaan, of tegengas te geven bij bedenkelijke praktijken.